# John Lannan
John E. Lannan (Long Beach, 27 de septiembre de 1984) es un beisbolista estadounidense. Juega para Washington Nationals como lanzador.

## Trayectoria
Debutó el año 2007 con Washington Nationals iniciando seis partidos con balance de dos victorias con igual número de derrotas. En los 70 encuentros que ha sido abridor, en tres temporadas, su recuento es de 20-30 con un promedio de carreras limpias permitidas de 3.91.